# Ch'at'in Lerr
Ch'at'in Lerr är ett berg i Armenien. Det ligger i den norra delen av landet, 90 kilometer norr om huvudstaden Jerevan. Toppen på Ch'at'in Lerr är 2 244 meter över havet, eller 496 meter över den omgivande terrängen. Bredden vid basen är 16,5 km.
Terrängen runt Ch'at'in Lerr är huvudsakligen kuperad, men västerut är den bergig. Närmaste större samhälle är Alaverdi, 12,6 kilometer nordväst om Ch'at'in Lerr.
Omgivningarna runt Ch'at'in Lerr är en mosaik av jordbruksmark och naturlig växtlighet. Runt Ch'at'in Lerr är det ganska tätbefolkat, med 96 invånare per kvadratkilometer.